# Вда
Вда (пољ. Wda) је река у Пољској. Дуга је 198 km. Улива се у Вислу. 